# Dům čp. 7 (Štramberk)
Dům čp. 7 stojí na Náměstí ve Štramberku v okrese Nový Jičín. Roubený dům byl přestavěn do zděné podoby v roce 1822, další přestavba byla ve 20. století. Byl zapsán do Ústředního seznamu kulturních památek ČR před rokem 1988 a je součástí městské památkové rezervace.

## Historie
Na náměstí bylo postaveno původně 22 domů s dřevěným podloubím, kterým bylo přiznáno šenkovní právo. Uprostřed náměstí stál pivovar. První zděný dům čp. 10 byl postaven v roce 1799 a následovaly další přestavby domů s barokními štíty. V roce 1855 postihl Štramberk požár, při něm shořelo na 40 domů a dvě stodoly. V třicátých letech 19. století stálo kolem náměstí ještě dvanáct dřevěných domů. Podle písemných záznamů mezi prvními nájemníky domu čp. 7 byl v roce 1614 uveden Martin Zeman. Mezi posledními dlouhodobými majiteli byla rodina Davidova, která vlastnila dům od devadesátých let 19. století do roku 1966. Následně se zde vystřídalo několik majitelů včetně města Štramberk, které dům rekonstruovalo na obchod s masem. Poslední rekonstrukci provedli manželé Šmírovi.

## Stavební podoba
Dům je nárožní přízemní zděná stavba s volutovým štítem v průčelí orientovaným do náměstí a sedlovou střechou. Pozdně barokní dům je situován v jihozápadní části náměstí. Je postaven na kamenné podezdívce, která vyrovnává svahovou nerovnost. V přízemí je jedno okno a zapuštěná podsíň se stlačeným obloukem, ve které se nachází vchod a okno. Původně průčelí bylo tříosé s podloubím. Přízemí zakončuje hlavní profilovaná římsa, na ni nasedá trojúhelníkový volutový štít se dvěma okny mezi nimi je mělká nika. Okna ve štítu jsou kaslíková s vykrajovaným ostěním, v nice je plastika svatého Floriána. Nad okny je oválné okno a letopočet 1822. Štít je lemován volutově stočeným páskem. Interiér je přestavěn.